# Monument al naturii

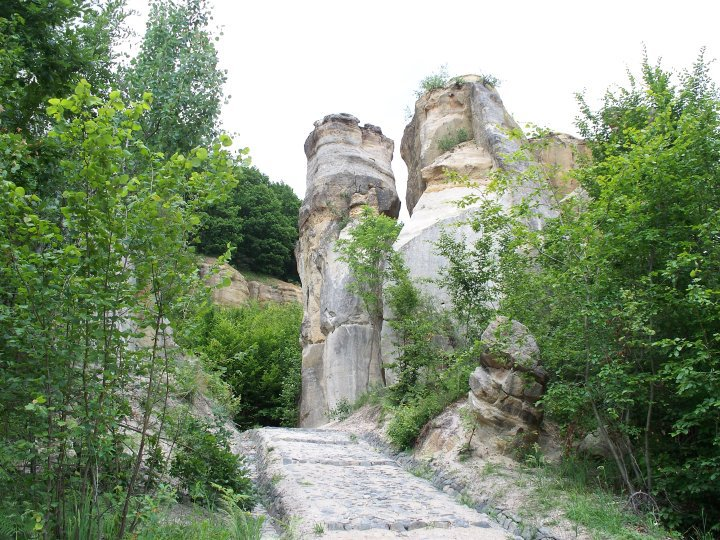
Ansamblu neregulat de stânci în rezervația
naturală Grădina Zmeilor, județul Sălaj

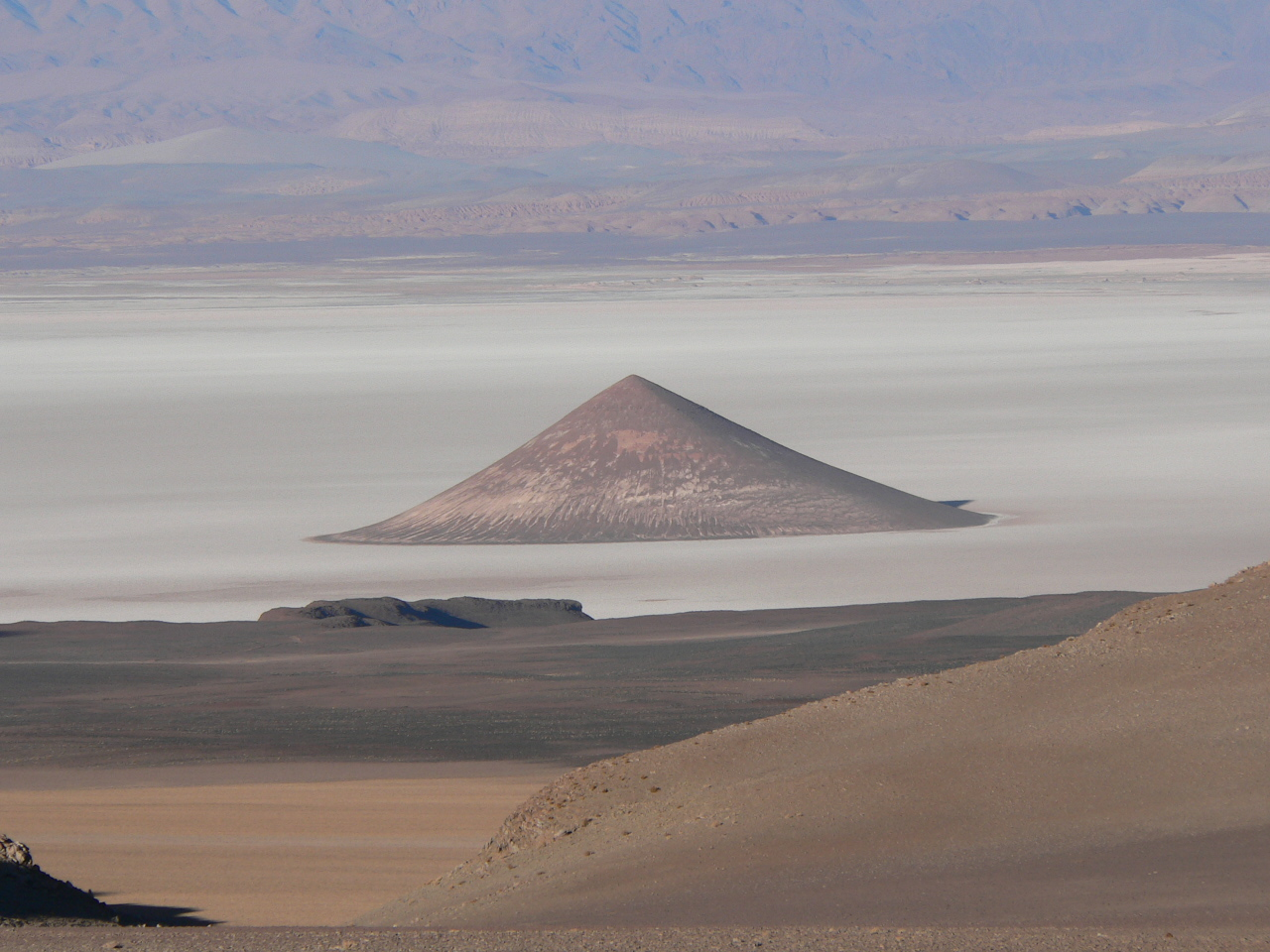
Cono de Arita (monument al naturii format prin erodarea unor roci eruptive), situat pe câmpia de sare Salar de Arizaro din Argentina

Monument al naturii este o arie naturală protejată ce corespunde categoriei a III-a IUCN, a cărei valoare deosebit de însemnată sau unică, este supusă unui regim strict de protecție și conservare, cu scopul de a asigura păstrarea trăsăturilor naturale specifice.

## Criterii de evaluare
Criteriile care stau la baza declarării unei arii protejate ca monument al naturii, conform Agenției Europene de Mediu, sunt acelea de identificare a zonelor cu elemente naturale valoroase și o deosebită semnificație ecologică, științifică sau peisagistică, reprezentând specii de plante sau animale sălbatice amenințate cu dispariția, arbori seculari, asociații floristice sau faunistice, fenomene geologice: chei, cascade, peșteri, avene, stânci, cursuri de apă, depozite fosile, precum și alte elemente cu valoare de patrimoniu natural, prin unicitatea și valoarea lor.